# Istár

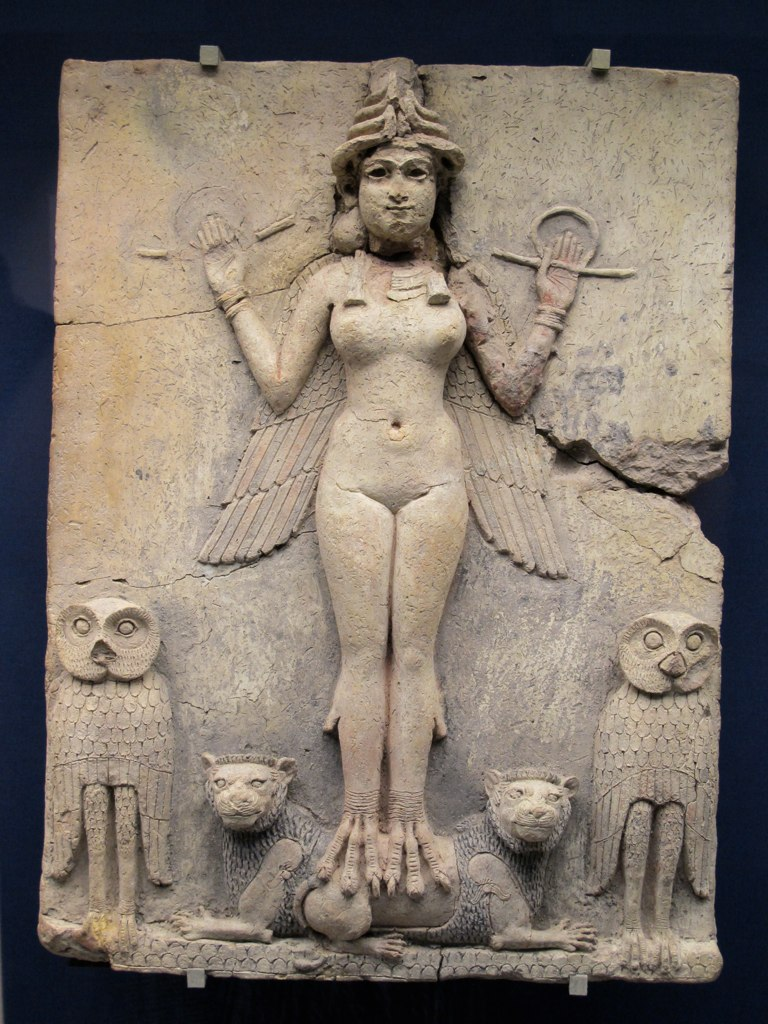
Istár a növények és állatok, a szerelem, a viszály, a termékenység, az anyaság stb. istennője.

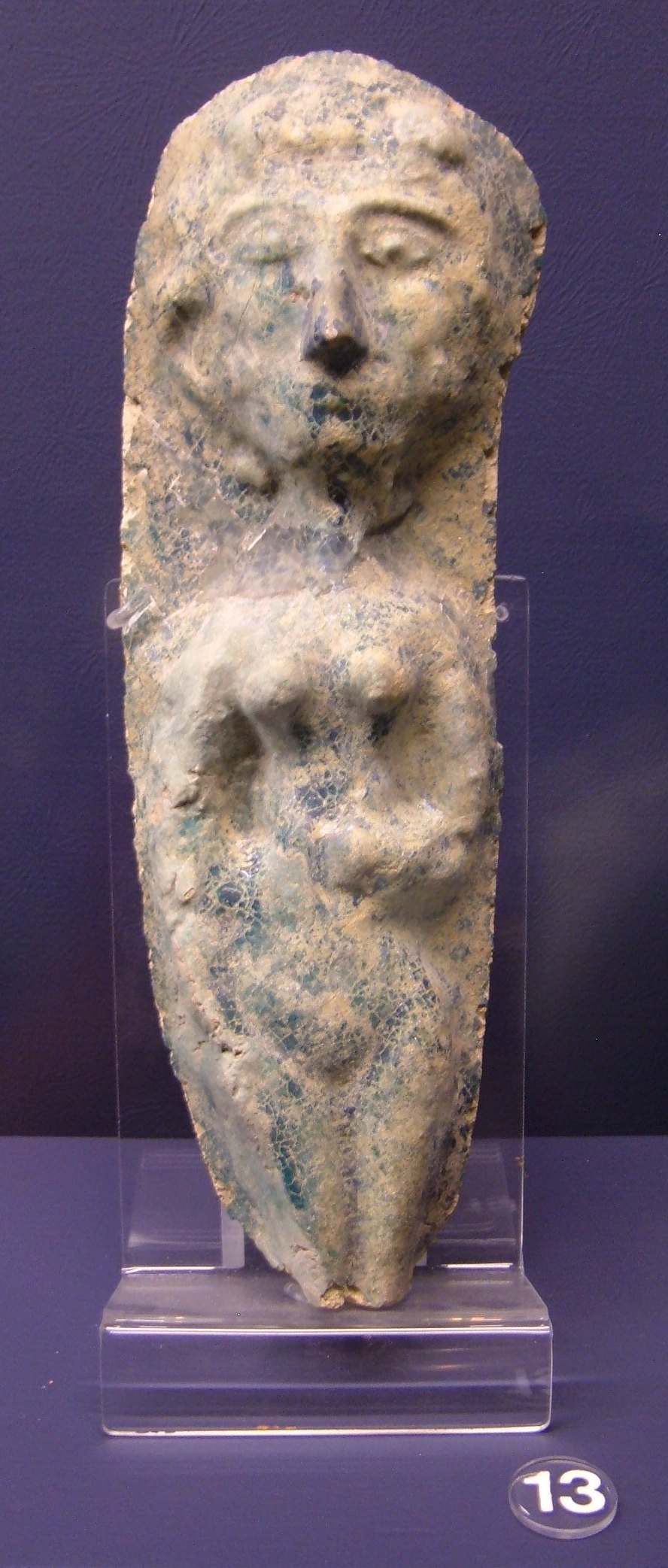
Mázas Istár-szobor egy párthus koporsóból

Az akkád-babiloni Istár a sumer Innin, Inanna vagy Ninanna (𒀭𒌋𒁯 [akkád Ašdar] vagy 𒀭𒈹, 𒀭𒈹, 𒀭𒈹, 𒀭𒈹, 𒀭𒈹, 𒀭𒈹) megfelelője, a mezopotámiai mitológiában a növényi és állati vegetáció, a szerelem, a viszály, a termékenység, az anyaság stb. istennője. Ezen funkcióiban különböző istenek felesége. Istarként a háború istennője is volt, és olykor szakállal ábrázolták. Több városban – például Uruk, Agade, Assur, Ninive – is volt szentélye. Uruki szentélykörzete Éanna, ahol az írás legrégebbi emlékét találták. Niusziana néven asztrális istenként, „a reggeli felmenetel csillagaként”, azaz a Vénusz bolygó reggel keleten látható, Hajnalcsillag alakjaként is tisztelték. Egy istenlistában dkára-šul néven szerepel, ami valószínűleg a diš-tar šá qar-ra-a-di, azaz a harcos Istár módosulása.
Nevének régebbi alakja a nyugati sémi Asdar, majd Asztar, keleti sémi Astarta volt. A későbbi korokban kultusza széles körben elterjedt, sok istennővel azonosították, többek között közéjük tartozott Athéné és Aphrodité együttese is. Eredetét tekintve Innin szubsztrátumistenség, azaz a sumerek előtti nép nyelvéből került sumeresített névvel a sumer-akkád pantheonba.
Jelképe a szalagos (vagy copfos) gyűrű, ami képírásos jelévé is lett. Ez már a Dzsemdet Naszr-korban feltűnik a piktografikus szövegekben és a képzőművészetben. Másik jelképe a néha csillagot is formázó sokszirmú rózsa.
A történelem folyamán rengeteg istennővel összeolvadt a kultusza, illetve sok későbbi nép istennői származnak Istár alakjából. A legfontosabbak:
- Inanna
- Asztarté
- Asratum (Asirtum)
- Atirat
- Aszerdusz
- Asera
- Atargatisz
- Élat
- Baálat

Közvetve Kübelé és Aphrodité is megemlíthető.

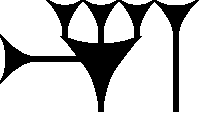
Inanna ékírásos neve (determinatívuma, a dingir hiányzik belőle)